# 22 февраля
22 февраля — 53-й день года  по григорианскому календарю.
До конца года остаётся 312 дней (313 дней в високосные годы).
До 15 октября 1582 года — 22 февраля по юлианскому календарю, с 15 октября 1582 года — 22 февраля по григорианскому календарю.
В XX и XXI веках соответствует 9 февраля по юлианскому календарю.

## Праздники и памятные дни
См. также: Категория:Праздники 22 февраля

### Национальные
- Саудовская Аравия — День основания[2].
- Сент-Люсия — День независимости.

### Религиозные

#### Католицизм
- Память святой Маргариты Кортонской.

#### Православие[3]
- Обретение мощей святителя Иннокентия (Кульчицкого), епископа Иркутского (1805);
- Обретение мощей святителя Тихона (Белавина), патриарха Московского и всея России (1992);
- память священномучеников Маркелла, епископа Сикелийского, Филагрия, епископа Кипрского, и Панкратия, епископа Тавроменийского (I в.)[4];
- память мученика Никифора, из Антиохии Сирской (ок. 257)[5];
- память преподобного Панкратия Печерского, в Дальних пещерах (XIII в.);
- память преподобных Геннадия (ок. 1516) и Никифора (1557) Важеозерских;
- память священномученика Василия Измайлова, пресвитера (1930);
- память священномученика Иоанна Фрязинова, пресвитера (1938).

### Исторические
- Каристий — день Конкордии, богини согласия (Древний Рим).

### Именины
- Католические: Маргарита.
- Православные: Василий, Геннадий, Иван, Иннокентий, Маркел, Никифор, Панкратий, Пётр, Филагрий.

## События
См. также: Категория:События 22 февраля

### До XIX века
- 1371 — Роберт II стал королём Шотландского королевства, что положило начало правлению династии Стюартов.
- 1495 — В ходе Итальянского похода король Франции Карл VIII достигает Неаполя и берёт его без боя.
- 1632 — Галилео Галилей публикует свою важнейшую работу — «Диалог о двух главнейших системах мира — птолемеевой и коперниковой», повлиявшую на развитие дальнейшей европейской науки об астрономии.
- 1651 — Наводнение Святого Петра: штормовая волна затопила побережье Фризии, в результате чего утонули 15 000 человек.
- 1653 — началась церковная реформа патриарха Никона.
- 1700 — началась Великая Северная война.
- 1709 — русские войска разбивают шведов в битве у Красного Кута, едва не захватывая в плен шведского короля Карла XII.
- 1714 — в Санкт-Петербурге основывается Аптекарский огород (теперь — Ботанический сад Ботанического института им. В. Л. Комарова РАН).
- 1744 — в ходе Войны за Австрийское наследство началась Битва при Тулоне
- 1797 — в ходе Войны первой коалиции произошло Фишгардское вторжение сил Революционной Франции на территорию Великобритании. В английскую историю вошло как «последнее вторжение».

### XIX век
- 1819 — в Вашингтоне подписан Договор Адамса — Ониса согласно которому Флорида перешла от Испании к США (была продана за 5 млн $).
- 1828
  - Фридрих Вёлер сообщает о синтезе органического вещества, мочевины, из неорганических.
  - Заключён Туркманчайский мирный договор между Россией и Персией.
- 1847 — Американо-мексиканская война: в ходе сражения при Буэна-Виста пять тысяч американских солдат одолели 15 000 мексиканских солдат.
- 1848 — в Париже началась буржуазно-демократическая революция, которая привела к свержению Июльской монархии.
- 1856 — Республиканская партия США открыла свой первый национальный съезд в Питтсбурге.
- 1862 — Джефферсон Дэвис официально вступил в должность президента Конфедеративных Штатов Америки сроком на шесть лет в Ричмонде, штат Виргиния. Ранее он был введён в должность временного президента 18 февраля 1861 года.
- 1864 — Сражение при Околоне, кавалерия Натана Форреста разбила федеральную колонну генерала Уильяма Смита.
- 1878 — в Москве под управлением Николая Рубинштейна впервые исполнена Четвёртая симфония П. И. Чайковского.
- 1889 — президент Гровер Кливленд подписал законопроект о признании Северной Дакоты, Южной Дакоты, Монтаны и Вашингтона штатами США.

### XX век
- 1901 — пассажирское судно «Рио-де-Жанейро» разбилось на скалах; погибло 128 человек[6].
- 1918 — начало Первого Кубанского похода («Ледяной» поход).
- 1921 — в Советской России создан Госплан.
- 1943 — правительство Болгарии уступило требованию нацистов о высылке македонских и фракийских евреев, не имевших болгарского гражданства, в лагеря уничтожения в Польшу[7].
- 1944 — советская Красная армия освободила Кривой Рог.
- 1945 — Уругвай объявил войну Германии и Японии.
- 1946
  - Доктор Зельман Ваксман открывает антибиотик стрептомицин.
  - Американский посол в Москве Дж. Кеннан впервые сформулировал план «политики сдерживания» в отношении СССР.
- 1958
  - Президенты Египта и Сирии подписывают акт об объединении двух стран в Объединённую Арабскую Республику.
  - Подписан договор, по которому Британия разрешила разместить на своей территории американское ядерное оружие.
- 1964 — состоялась премьера фильма «Живые и мёртвые».
- 1966 — запущен спутник «Космос-110» с собаками Ветерком и Угольком на борту.
- 1968
  - На острове Ватерлоо открыта советская антарктическая станция «Беллинсгаузен».
  - Свою первую песню записала английская группа «Дженезис».
- 1979 — Сент-Люсия получила независимость от Великобритании.
- 1980 — «Чудо на льду»: сенсационное поражение сборной СССР от американцев в решающем хоккейном матче на Олимпиаде в Лейк-Плэсиде (3:4).
- 1983 — американец Алекс Червинский построил пирамиду из 390 монет высотой 4 метра (мировой рекорд).
- 1986 — начало Жёлтой революции на Филиппинах.
- 1990 — английским правительством опубликована «Хартия жертв преступлений».
- 1993
  - Азербайджанский офицер Сурат Гусейнов поднял антиправительственный мятеж в Гяндже.
  - При президенте России создан Президентский совет.
- 1994 — Олдрич Эймс и его жена обвинены Министерством юстиции США в шпионаже в пользу Советского Союза.
- 2000 — отменено положение о смертной казни на Украине.

### XXI век
- 2014 — Смена власти на Украине: 4-й президент Украины Виктор Янукович постановлением Верховной Рады объявлен самоустранившимся от исполнения конституционных полномочий.
- 2015 — теракт во время «Марша достоинства» в Харькове.

## Родились
См. также: Категория:Родившиеся 22 февраля

### До XIX века
- 1028 — Абу-ль-Маали аль-Джувайни (ум. 1085), персидский юрист и теолог.
- 1040 — Раши (ум. 1105), французский раввин и писатель.
- 1302 — Шидэбала (ум. 1323), пятый император династии Юань.
- 1403 — Карл VII Победоносный (ум. 1461), король Франции (с 1422), из династии Валуа.
- 1440 — Ладислав Постум (ум. 1457), король Венгрии (с 1445), из династии Габсбургов.
- 1455 — Иоганн Рейхлин (ум. 1522), немецкий гуманист, филолог, знаток греческого и еврейского языков.
- 1500 — Родольфо Пио ди Карпи (ум. 1564), итальянский куриальный кардинал и папский дипломат.
- 1649 — Бон де Булонь Старший (ум. 1717), французский живописец, гравёр и педагог эпохи барокко.
- 1732 — Джордж Вашингтон (ум. 1799), американский военный и государственный деятель, один из отцов-основателей США, первый президент США (1789—1797).
- 1788 — Артур Шопенгауэр (ум. 1860), немецкий философ, один из первых представителей школы иррационализма.
- 1796 — Адольф Кетле (ум. 1874), бельгийский математик, астроном, метеоролог, социолог.
- 1800 — Анна Керн (урожд. Полторацкая; ум. 1879), русская дворянка, пушкинский «гений чистой красоты».

### XIX век
- 1806 — Лев Боровиковский (ум. 1889), украинский поэт, баснописец и переводчик, реформатор системы стихосложения.
- 1817 — Нильс Гаде (ум. 1890), органист, скрипач, дирижёр, крупнейший датский композитор XIX века.
- 1819 — Джеймс Расселл Лоуэлл (ум. 1891), американский поэт, эссеист, педагог и дипломат.
- 1822 — Адольф Кусмауль (ум. 1902), немецкий терапевт, один из основателей современной гастроскопии.
- 1824 — Пьер Жюль Сезар Жансен (ум. 1907), французский астроном.
- 1833 — Август Булье (ум. 1898), французский писатель и политический деятель.
- 1836 — Митрофан Беляев (ум. 1904), русский лесопромышленник, музыкальный деятель и меценат.
- 1840 — Август Бебель (ум. 1913), немецкий марксист, один из основателей и руководителей СДПГ и II Интернационала.
- 1850 — Фёдор Васильев (ум. 1873), русский живописец-пейзажист.
- 1857
  - Роберт Баден-Пауэлл (ум. 1941), британский военачальник, основатель скаутского движения.
  - Генрих Герц (ум. 1894), немецкий физик, один из основоположников электродинамики.
- 1861 — Като Томосабуро (ум. 1923), японский военный и государственный деятель, премьер-министр Японии (1922—1923).
- 1866 — Джалил Мамедкулизаде (ум. 1932), азербайджанский писатель, журналист, общественный деятель.
- 1872 — Валерий Талиев (ум. 1932), русский и советский ботаник и ботаникогеограф, профессор Петровской сельскохозяйственной академии.
- 1875 — Владимир Адрианов (ум. 1938), русский советский военный картограф, конструктор компасов, художник.
- 1878 — Гаяз Исхаки (ум. 1954), деятель татарского национального движения, писатель, публицист, издатель и политик.
- 1879 — Йоханнес Брёнстед (ум. 1947), датский физикохимик, автор протонной теории кислот и оснований (предложил одновременно и независимо от Томаса Лоури).
- 1883
  - Алексей Луцкий (убит в 1920), один из первых советских разведчиков, действовавший в Сибири и на Дальнем Востоке.
  - Станислав Булак-Балахович (ум. 1940), военный и политический деятель эпохи Первой мировой войны и Гражданской войны в России, ротмистр Русской императорской армии, генерал Белой армии, армии БНР и Войска Польского.
- 1886 — Хуго Балль (ум. 1927), немецкий поэт, драматург, эссеист, журналист, один из основателей дадаизма.
- 1889
  - Робин Джордж Коллингвуд (ум. 1943), британский философ, историк, археолог.
  - Иван Товстуха (ум. 1935), революционер, партийный и советский работник.
- 1896 — Пол ван Остайен (ум. 1928), бельгийский поэт, писавший на нидерландском языке.
- 1897 — Леонид Говоров (ум. 1955), маршал Советского Союза, Герой Советского Союза.
- 1900 — Луис Бунюэль (ум. 1983), испанский и мексиканский кинорежиссёр.

### XX век
- 1902 — Фриц Штрассман (ум. 1980), немецкий химик и физик.
- 1909 — Александр Печерский (ум. 1990), советский офицер, участник Великой Отечественной войны, организатор единственного успешного восстания в немецком лагере смерти Собибор 14 октября 1943 года.
- 1914 — Ренато Дульбекко (ум. 2012), американский вирусолог итальянского происхождения, лауреат Нобелевской премии по физиологии и медицине (1975).
- 1918 — Роберт Уодлоу (ум. 1940), американский циркач, самый высокий человек в истории, согласно Книге рекордов Гиннесса.
- 1919 — Андрей Мыльников (ум. 2012), русский живописец, график, скульптор, педагог, народный художник СССР.
- 1921
  - Джульетта Мазина (ум. 1994), итальянская актриса театра и кино, жена режиссёра Федерико Феллини.
  - Жан-Бедель Бокасса (ум. 1996), президент (1966—1976) и император (1976—1979) Центральноафриканской республики, один из самых эксцентричных диктаторов XX века.
- 1925 — Эдвард Гори (ум. 2000), американский писатель и художник-иллюстратор в стиле «чёрного юмора».
- 1932
  - Байба Индриксоне (ум. 2024), советская и латвийская актриса.
  - Эдвард Кеннеди (ум. 2009), младший брат Джона и Роберта Кеннеди, сенатор.
- 1938 — Артавазд Пелешян, советский и армянский кинорежиссёр, классик мирового кинематографа.
- 1939 — Наум Олев (наст. фамилия Розенфельд; ум. 2009), советский и российский поэт-песенник.
- 1941 — Евгений Мишаков (ум. 2007), советский хоккеист и футболист, двукратный олимпийский чемпион по хоккею с шайбой, 4-кратный чемпион мира.
- 1943
  - Хорст Кёлер (ум. 2025), немецкий государственный и политический деятель, Федеральный президент Германии (2004—2010). Директор-распорядитель МВФ (2000—2004).
  - Эдуард Лимонов (ум. 2020), писатель, политик, один из лидеров коалиции «Другая Россия».
- 1944
  - Георгий Багратион-Мухранский (ум. 2008), автогонщик, глава грузинского Царского Дома Багратионов в изгнании.
  - Джонатан Демми (ум. 2017), американский кинорежиссёр, обладатель премии «Оскар».
- 1946 — Анджело Сотджу, итальянский певец, участник поп-группы «Ricchi e Poveri».
- 1949 — Ники Лауда (ум. 2019), австрийский автогонщик, трёхкратный чемпион мира в классе «Формула-1».
- 1950
  - Миу-Миу (настоящее имя Сильвет Эрри), французская актриса.
  - Дженезис Пи-Орридж (ум. 2020), английский музыкант, писатель и художник, основатель стиля индастриал.
- 1951 — Брюно Бошри, французский фехтовальщик-рапирист, олимпийский чемпион (1980).
- 1956 — Вальдемар Новицкис (ум. 2022), советский и литовский гандболист и тренер, олимпийский чемпион (1988).
- 1959 — Кайл Маклахлен, американский киноактёр, лауреат премии «Золотой глобус».
- 1964 
  - Магнус Висландер, шведский гандболист, двукратный чемпион мира, 4-кратный чемпион Европы, трёхкратный призёр Олимпийских игр.
  - Джиджи Фернандес, американская теннисистка, экс-первая ракетка мира в парном разряде, двукратная олимпийская чемпионка.
- 1965 — Дарья Михайлова, актриса театра и кино, заслуженная артистка России.
- 1969
  - Хоакин Кортес, испанский актёр, танцор балета и фламенко, посол цыган в ЕС.
  - Марк Вильмотс, бельгийский футболист, тренер.
- 1971 — Лиза Фернандес, американская софтболистка, трёхкратная олимпийская чемпионка.
- 1972 — Клаудия Пехштайн, немецкая конькобежка, 5-кратная олимпийская чемпионка
- 1973 — Жуниньо Паулиста, бразильский футболист, чемпион мира (2002).
- 1974 — Джеймс Блант, британский певец, музыкант, автор текстов песен.
- 1975
  - Дрю Бэрримор, американская актриса, обладательница «Золотого глобуса».
  - Дмитрий Спирин, российский музыкант, вокалист группы «Тараканы!».
  - Ольга Будина, российская актриса театра и кино, исполнительница романсов, лауреат Государственной премии России.
- 1977 — Хакан Якин, швейцарский футболист.
- 1980 — Джимми Эрикссон, шведский хоккеист, чемпион мира (2013).
- 1986 — Рэджон Рондо, американский баскетболист, двукратный чемпион НБА.
- 1988
  - Жонатан Борле, бельгийский бегун, многократный чемпион Европы.
  - Кевин Борле, бельгийский бегун, чемпион мира, многократный чемпион Европы.
  - Химена Наваррете, мексиканская модель, победительница конкурса «Мисс Вселенная 2010».
- 1989 — Войцех Новицкий, польский метатель молота, олимпийский чемпион, двукратный чемпион Европы.
- 2000 — Тимоти Веа, американский футболист.

## Скончались
См. также: Категория:Умершие 22 февраля

### До XIX века
- 1371 — Давид II (р. 1324), король Шотландии (1329—1332, 1332—1333 и 1336—1371), из династии Брюсов.
- 1512 — Америго Веспуччи (р. 1451), флорентийский мореплаватель, в честь которого названа Америка.
- 1564 — Иоганн Гландорп[нем.] (р. 1501), немецкий теолог и гуманист, педагог.
- 1636 — Санторио Санторио (р. 1561), итальянский врач, анатом и физиолог, первым использовавший термометр и измеритель пульса.
- 1671 — Адам Олеарий (р. 1603), немецкий учёный, библиотекарь, путешественник, секретарь голштинского посольства в Московском государстве (1636—1639).
- 1674 — Жан Шаплен (р. 1595), французский писатель, теоретик литературы, один из организаторов и первых членов Французской академии.
- 1689 — князь Никита Одоевский (р. ок. 1605), боярин и воевода, один из крупнейших землевладельцев Русского царства.
- 1690 — Шарль Лебрён (р. 1619), французский художник и теоретик искусства.
- 1786 — княгиня Александра Куракина (р. 1711), дочь генерал-поручика и сенатора И. В. Панина, автор замечательных образцов эпистолярного жанра.
- 1797 — Карл Фридрих Иероним фон Мюнхгаузен (р. 1720), немецкий барон, ротмистр русской службы и рассказчик, ставший литературным персонажем.

### XIX век
- 1836 — Иван Гильфердинг (р. 1771), офицер русской армии, коллежский советник, педагог, переводчик.
- 1850 — сэр Вильям Аллан (р. 1782), шотландский художник.
- 1875
  - сэр Чарлз Лайелл (р. 1797), британский геолог и археолог, основоположник современной геологии.
  - Камиль Коро (р. 1796), французский художник и гравёр.
- 1884 — Константин Базили (р. 1809), российский востоковед, путешественник и дипломат.

### XX век
- 1903 — Хуго Вольф (р. 1860), австрийский композитор и музыкальный критик.
- 1911 — Матвей Кузнецов (р. 1846), русский предприниматель и меценат, «фарфорофаянсовый король».
- 1912 — Рихард Андре (р. 1835), немецкий географ и этнограф.
- 1913 — в ходе переворота убит Франсиско Мадеро (р. 1873), президент Мексики.
- 1913 — Фердинанд де Соссюр (р. 1857), швейцарский лингвист.
- 1915 — Тор Ланге (р. 1851), датский филолог-классик, поэт, переводчик, лингвист, педагог, журналист.
- 1916 — Александр Воейков (р. 1842), русский географ, климатолог, создатель сельскохозяйственной метеорологии.
- 1922 — Влас Дорошевич (р. 1864), русский журналист, фельетонист, публицист, театральный критик.
- 1939 — Антонио Мачадо-и-Руис (р. 1875), испанский поэт, драматург, мыслитель-эссеист.
- 1942 — покончил с собой Стефан Цвейг (р. 1881), австрийский писатель, драматург, журналист, критик.
- 1943 — казнена Софи Шолль (р. 1921), немецкая студентка, активистка германского Сопротивления.
- 1945 — Осип Брик (р. 1888), русский и советский литератор, сценарист, критик, адвокат, один из организаторов литературной группы ОПОЯЗ.
- 1947 — Владимир Лебедев (р. 1879), один из первых русских пилотов-авиаторов.
- 1949 — Феликс Д’Эрелль (р. 1873), французский и канадский микробиолог, первооткрыватель бактериофагов.
- 1960 — Иван Паторжинский (р. 1896), советский украинский оперный певец (бас), педагог, народный артист СССР.
- 1972 — Пауль Грюнингер (р. 1891), швейцарский командир полиции, спасший 3600 евреев, «праведник мира».
- 1978 — Борис Немечек (р. 1925), художник кино, заслуженный художник РСФСР.
- 1980 — Оскар Кокошка (р. 1886), австрийский художник и писатель чешского происхождения.
- 1985 — Ефрем Цимбалист (р. 1889), русский и американский скрипач, композитор, педагог.
- 1986 — Борис Слуцкий (р. 1919), советский поэт-фронтовик, переводчик.
- 1987 — Энди Уорхол (р. 1928), американский художник, продюсер, дизайнер, писатель, издатель, кинорежиссёр.
- 1989
  - Надежда Кошеверова (р. 1902), советский кинорежиссёр-сказочник.
  - Отар Тактакишвили (р. 1924), советский грузинский композитор, дирижёр, педагог, общественный деятель, народный артист СССР.
- 1992 — Тадеуш Ломницкий (р. 1927), польский актёр театра и кино («Пан Володыевский» и др.).
- 1995 — Эмманюэль Роблес (р. 1914), французский писатель-романист и драматург.
- 2000 — Аркадий Хайт (р. 1938), русский советский писатель-сатирик, драматург, сценарист.

### XXI век
- 2002
  - Жонаш Савимби (р. 1934), ангольский политик и военный деятель, лидер Фронта Национального Освобождения.
  - Чак Джонс (р. 1912), американский художник-мультипликатор, режиссёр, продюсер.
- 2004 — Роке Масполи (р. 1917), уругвайский футболист (вратарь), чемпион мира (1950).
- 2005
  - Здзислав Бексиньский (р. 1929), польский художник-сюрреалист и фотограф.
  - Симона Симон (р. 1910), французская киноактриса.
- 2012 — Людмила Касаткина (р. 1925), актриса театра и кино, народная артистка СССР.
- 2017 — Алексей Петренко (р. 1938), актёр театра и кино, народный артист РСФСР.
- 2021 
  - Лоуренс Ферлингетти (р. 1919), американский поэт, художник, книгоиздатель, общественный деятель.
  - Екатерина Градова (р. 1946), советская актриса.
- 2024
  - Людмила Алфимова (р. 1935), советская и украинская актриса театра и кино, заслуженная артистка Украины (2003).
  - Артур Жорже (р. 1946), португальский футболист и футбольный тренер. Самый титулованный тренер в истории «Порту» (восемь трофеев).

## Народный календарь, приметы и фольклор Руси
Никифоры-Панкраты.
- На Никифора ночь темна — убегает зима.
- Лаптев день: в этот день на Руси плели лапти[8].
- Говаривали: «Не всяк Панкрат хлебом богат»[9].